# Philip E. Veerman
Philip Edmond Veerman (Amsterdam, 28 juni 1948) is een kinderrechtenexpert, orthopedagoog en gezondheidszorgpsycholoog. Hij was de initiatiefnemer van diverse organisaties en pogingen veranderingen te introduceren in de Nederlandse jeugdwelzijnszorg en op het gebied van de (internationale) kinderrechten. Veerman werd in 2015 benoemd tot Officier in de Orde van Oranje-Nassau voor 40 jaar werk voor rechten van het kind.
In 1972 richtte hij de Stichting Browndale Nederland op (welke volgens een model dat Veerman had leren kennen in Canada kleine gezinshuisachtige vormen introduceerde als alternatief voor grote inrichtingen). Hij introduceerde de pleeggrootouders (ouderen die als ‘opa’ of ‘oma’ vrijwilliger zijn in inrichtingen, een concept dat Veerman in 1970 in Wisconsin had gezien) en de therapeutische gezinsverpleging in de regio Rotterdam (pleeggezinnen die intensief werden begeleid en waar kinderen geplaatst werden vanuit kinderpsychiatrie, wat Veerman op verzoek van kinderpsychiater Jannie Sanders-Woudstra ging opzetten in Rotterdam). Ook richtte hij in 1982 de Janusz Korczak Stichting op om het werk van de Pools-Joodse pedagoog kinderarts en kinderrechten pionier Janusz Korczak (1987-1942) in Nederland bekendheid te geven. Hij promoveerde in 1991 aan de Universiteit van Amsterdam bij pedagoge Lea Dasberg op het proefschrift The Rights of the Child and the Changing Image of Childhood. Dit werd in 1992 gepubliceerd door de uitgever Martinus Nijhoff (Brill). Deze uitgever ging ook het International Journal of Children's Rights uitgeven waartoe Veerman het initiatief had genomen.

## Defence for Children International
Het onderzoek naar mensen die Korczak hadden gekend bracht hem naar Israël, waar hij 17 jaar zou blijven en waar hij de Israëlische afdeling van Defence for Children International (DCI) zou oprichten. Met DCI Israël introduceerde hij rechtsbijstand in de Israëlische kinderrechtbanken en wist de Israëlische autoriteiten te overtuigen dat hij regelmatig met een kleine delegatie ‘monitoring visits’ kon brengen aan jeugdgevangenissen (van de Prison Commissoner), huizen van bewaring (van de politie) en militaire detentiecentra (van het Israëlisch defensieleger, de IDF). De rapporten waren kritisch en werden vaak geciteerd in kranten. Ook was hij een pionier op het gebied van ‘civil society joint projects’, samenwerkingsprojecten tussen Israëlische en Palestijnse mensenrechtenorganisaties. Dat dat niet eenvoudig was beschreef hij en zijn Palestijnse collega Sami Adwan in de Palestine-Israel Journal. Veerman werd President van de International Executive Council van Defence for Children International en vervulde deze functie in Genève 5 jaar (1997-2002). Hij startte een DCI-sectie in Sierra Leone en bezocht Sierra Leone in de burgeroorlog. Daarna was hij een aantal jaren (1998-2003) actief in de Steering Committee van de International Coalition against the Use of Child-Soldiers (nu Child Soldiers International geheten). Hij bepleitte het gebruik van niet-dodelijk geweld in het bestrijden van gewelddadige rellen waar kinderen aan deelnemen en redigeerde daar een boek over met Charles Greenbaum.
Terug in Nederland (in 2004) deed hij 10 jaar Pro Justitia Rapportages voor de rechtbanken. Ook werkte hij in de verslavingszorg en schreef (met Damon Barrett) een Commentaar op het artikel in het Internationale Verdrag van de Rechten van het Kind (IVRK) over rechten van het kind en drugs. Hij vond hier en op andere punten het IVRK (dat dateert uit 1989) verouderd. Hij leidde vervolgens een project van de voogdij-organisatie NIDOS om samenwerking in de keten te verbeteren tussen de vele organisaties in de strijd tegen mensenhandel in kinderen.

## Belangrijkste publicaties
- Philip Veerman, Pleeggrootouders: een nieuw fenomeen in het Amerikaans maatschappelijk werk, TMW, Tijdschrift voor Maatschappelijk Werk, no.20, vol.23, 1969.

- Anke van der Bom en Philip Veerman, “Normale huizen in normale buurten” (over ervaringen in residentiële behandelcentra in Canada, Browndale), MGV, Maandlad voor de Geestelijke Volksgezondheid, 25 mei, no. 5, 1970.

- Philip E. Veerman, The Rights of the Child and the Changing Image of Childhood, Dordrecht, Boston, London: Matinus Nijhoff Publishers, 1992.

- Philip Veerman, The Children’s Rights Crisis in Sierra Leone, International Children’s Rights Monitor, Summer 1999, 10-15.

- Sami Adwan and Philip Veerman, Reflections on Joint Israeli-Palestinian Cooperation Projects, It is amazing that with all the money invested in joint projects, very few evaluation studies have been carried out, Palestine-Israel Journal, Vol. 7, Nos 1&2, 2000.

- Philip Veerman and Hephzibah Levine, “Implementing Children’s Rights on a Local Level: Narrowing the Gap Between Geneva and the Grassroots,” The International Journal of Children’s Rights, 2001, vol. 8, no. 4, 373-384.

- C. Greenbaum, Ph. Veerman and N. Bacon-Schnoor, Protection of Children During Armed Political Conflict, Antwerpen, Intersentia Publishing House, 2006.

- Philip Veerman, The Ageing of the UN Convention on the Rights of the Child, The International Journal of Children’s Rights, vol.18, no.4., 2010, 585-618.

- Damon Barrett and Philip Veerman, Commentary on the CRC article 33 (protection from the use of illicit drugs), Leiden, Brill, 2012.

- Philip E. Veerman, The Ongoing Battle Against Recruitment of Child Soldiers, in: J. H. de Graaf et all, Rechten van het Kind en Waardigheid [rights of the child and human dignity], Nijmegen, Ars Aequi Libri, 2013.

- Philip Veerman, Protecting the Victims of Child Trafficking in The United Nations Convention on the Rights of the Child, in: Ton Liefaard and Julia Sloth Nielsen, editors, The United Nations Convention on the Rights of the Child, Taking Stock after 25 Years and Looking Ahead, Leiden, Brill and Nijhoff, 2016, 433-458 (Chapter 22).